# Јакоб Сабар
Јакоб Сабар (мађ. Szabár Jakab; Жидан, 15. јул 1802 — Чреншовци, 14. децембар 1863) је био католички свештеник и вјерски писац. Живео је и радио у Прекмурју.
Сабар био је мађарски Хрват. Рођен у месту Жидан (мађ. Horvátzsidány) код Кисега (мађ. Kőszeg) од оца Јосипа Сабара и мајке Илонка Чарич.
У Кисегу и Самботелу (мађ. Szombathely) школавао се и похађао је гимназију, био је посвећен 1826. године. Био је капелан у парохији у Прекмурју, касније већ свештеник у Канчевцима (мађ. Alsószentbenedek) од 1833. до 1835. године.
Од 25. године је био духовни пастир у Граду (мађ. Felsőlendva) и на крају у месту Чреншовцима (раније Cserencsócz, касније већ Cserföld) код Лендаве (мађ. Alsólendva).
Сабар је писао вјерска дјела на словеначком и мађарском језику. Сабар је хвалио и форсирао употребу мађарског језика међу Словенцима у Мађарској, утицавши тако на однарођивање Словенаца.